# Perivólion- PREVALE
Perivólion- PREVALE är en ort i Grekland.   Den ligger i prefekturen Nomós Grevenón och regionen Västra Makedonien, i den nordvästra delen av landet, 300 km nordväst om huvudstaden Aten. Perivólion- PREVALE ligger 1 300 meter över havet och antalet invånare är 500.
Terrängen runt Perivólion- PREVALE är huvudsakligen kuperad, men norrut är den bergig.  Trakten runt Perivólion- PREVALE är nära nog obefolkad, med mindre än två invånare per kvadratkilometer. Närmaste större samhälle är Samarína, 16,2 km nordväst om Perivólion- PREVALE. I omgivningarna runt Perivólion- PREVALE växer i huvudsak blandskog.